# Pedro Ruiz Delgado
Ne doit pas être confondu avec Pedro Ruiz La Rosa.
Pedro Ruiz Delgado, né le 30 mars 2000 à Séville (Espagne), plus simplement appelé Pedro Ruiz ou Pedro, est un ancien footballeur espagnol évoluant au poste d'attaquant à l’Olympique de Marseille. Sa carrière, très courte puisqu'interompue en décembre 2024, a été fortement perturbée par les blessures.

## Biographie

### En club
Né à Séville, Pedro a d'abord fréquenté le centre de formation du Betis Séville, avant de rejoindre le Real Madrid en 2015. Il y devient peu à peu un élément central de l'attaque du Real Madrid Castilla.
Le 24 août 2021, il arrive libre[Quoi ?] à l'Olympique de Marseille, sous la présidence de Pablo Longoria, dans la foulée il est prêté une saison au NEC Nimègue. Blessé, il ne joue pas, et retourne à Marseille à l'été 2022.
Le 30 décembre 2024, miné par les blessures, il annonce sa retraite sportive à 24 ans.

### En équipe nationale
Le 28 octobre 2017, Ruiz fait partie de l'équipe d'Espagne des moins de 17 ans entraînée par Santi Denia qui s'incline devant l'Angleterre en finale de la Coupe du monde disputée en Inde (chez Param)

## Palmarès

### En sélection
- Équipe d'Espagne des moins de 17 ans
  - Finaliste de la Coupe du monde des moins de 17 ans en 2017.